# Shadingfield
Shadingfield est un village et une paroisse civile du Suffolk, en Angleterre.